# سانتانا دي مانغويرا
سانتانا دي مانغويرا (بالإنجليزية: Santana de Mangueira)‏ بلدية في ولاية بارايبا في المنطقة الشمالية الشرقية من البرازيل.